# Stadskantlav
Stadskantlav (Lecanora conizaeoides) är en lavart som beskrevs av Nyl. ex Cromb. Stadskantlav ingår i släktet Lecanora och familjen Lecanoraceae.  Arten är reproducerande i Sverige. Inga underarter finns listade i Catalogue of Life.